# Burgoon
Burgoon és una població dels Estats Units a l'estat d'Ohio. Segons el cens del 2000 tenia 199 habitants.

## Demografia
Segons el cens del 2000, Burgoon tenia 199 habitants, 68 habitatges, i 56 famílies. La densitat de població era de 853,7 habitants per km².
Dels 68 habitatges en un 38,2% hi vivien nens de menys de 18 anys, en un 66,2% hi vivien parelles casades, en un 11,8% dones solteres, i en un 17,6% no eren unitats familiars. En el 16,2% dels habitatges hi vivien persones soles el 8,8% de les quals corresponia a persones de 65 anys o més que vivien soles. El nombre mitjà de persones vivint en cada habitatge era de 2,93 i el nombre mitjà de persones que vivien en cada família era de 3,27.
Per edats la població es repartia de la següent manera: un 33,7% tenia menys de 18 anys, un 5% entre 18 i 24, un 29,6% entre 25 i 44, un 20,6% de 45 a 60 i un 11,1% 65 anys o més.
L'edat mediana era de 34 anys. Per cada 100 dones de 18 o més anys hi havia 106,3 homes.
La renda mediana per habitatge era de 54.063 $ i la renda mediana per família de 58.125 $. Els homes tenien una renda mediana de 40.625 $ mentre que les dones 25.662 $. La renda per capita de la població era de 18.934 $. Cap de les famílies i l'1,1% de la població estaven per davall del llindar de pobresa.

## Poblacions més properes
El següent diagrama mostra les poblacions més properes.